# فيفيانا غونزاليس
فيفيانا غونزاليس (بالإسبانية: Viviana González)‏ هي لاعب كرة مضرب أرجنتينية، ولدت في 22 أبريل 1958 في روساريو في الأرجنتين.

## وصلات خارجية
- فيفيانا غونزاليس على موقع رابطة محترفات التنس (الإنجليزية)
- فيفيانا غونزاليس على موقع الاتحاد الدولي لكرة المضرب (الإنجليزية)
- فيفيانا غونزاليس على موقع كأس بيلي جين كينغ (الإنجليزية)
- فيفيانا غونزاليس على موقع خلاصة التنس.كوم (الإنجليزية)